# Reserva Extrativista Terra Grande - Pracuúba
A reserva extrativista Terra Grande - Pracuúba é uma unidade de conservação brasileira de uso sustentável da natureza localizada no estado do Pará, com território distribuído pelos municípios de Anajás, Breves, Curralinho, Muaná e São Sebastião da Boa Vista.
Na reserva extrativista Terra Grande - Pracuúba existem 23 comunidades tradicionais distribuídas ao longo de rios e igarapés na sua imensa área de várzea. Para sua subsistência, os moradores exploram basicamente o açaí, o palmito, a pesca, a caça e o roçado.[carece de fontes?]

## Histórico
Terra Grande - Pracuúba foi criada através de Decreto sem número emitido pela Presidência da República em 5 de junho de 2006, com uma área de 194 859,55 ha.